# Barbara Bouchet
Barbara Bouchet, född Bärbel Gutscher 15 augusti 1943 i Reichenberg, Reichsgau Sudetenland, är en tysk-amerikansk fotomodell och skådespelerska.

## Roller i urval
- 1964 – Har ni sett maken?
- 1964 – Herre på täppan
- 1965 – Första segern
- 1966 – Mannen från UNCLE (TV-serie)
- 1967 – Casino Royale
- 1967 – Slaget som dödar
- 1968 – Star Trek (TV-serie)
- 1969 – Sweet Charity
- 1972 – Kaliber 9
- 1972 – Non si sevizia un paperino
- 1975 – Per le antiche scale
- 1975 – Sex med ett skratt
- 2002 – Gangs of New York